# Radha Bhatt
Radha Behan Bhatt, född 16 oktober 1933 i provinsen Almora i Uttarakhand i norra Indien, är en fredsaktivist i Gandhis efterföljd. Hon har hela sitt liv arbetat med att stärka kvinnors situation och skydda skog och natur med redskapen icke-våld och fotvandringar, padayatras. Hon är sedan 2006 ordförande i den nationella Gandhi Peace Foundation.

## Biografi

### Bakgrund
Radha Bhatt föddes i en avlägsen by nära floden Ganges källor i Uttarakhand. Denna stat i Himalaya gränsar i öster till Nepal och i norr till Tibet. Under hennes uppväxt hade den lokala befolkningen mycket kontakt med Tibet och kunde röra sig fritt över gränsen, något som upphörde 1951 då Kina ockuperade landet och stängde gränsen.
I denna region var kvinnor inte läs- och skrivkunniga och ansågs mindre värda. Radha lyckades ändå utbilda sig, vilket väckte stort motstånd. Men inom Gandhi-rörelsen accepterades hon.

### Lakshmi Ashram
Lakshmi Ashram är en flickskola som ligger provinsen Almora i Kumaon, ett bergigt område i nordöstra delen av Uttarakhand. Undervisning bygger på Gandhis idéer om utbildning för alla, självförsörjning och enkelt boende. De flesta elever kommer från närliggande byar. Ashramet är också ett nav för volontärarbete i Himalaya och en plats kvinnor kan organisera sig för att lösa sina egna problem och förbättra sina levnadsvillkor.
Lakshmi Ashram grundades 1946 av Sarla Behn, en engelsk kvinna som kom till Indien 1932 och arbetade nära Ghandi för Indiens självständighet. Skolan gav grundläggande utbildning för flickor som sedan kunde utbildas vidare och bli sociala aktivister. De blev självständiga och kunde med självförtroende lyfta sina systrar i Uttarakhand till ett bättre liv.
År 1951 sökte sig Radha Bhatt till Lakshmi Ashram och fick en fantastisk lärare och mentor i Sarla Behn. Hon blev senare sekreterare och var knuten till skolan i närmare 30 år. Under denna tid träna, undervisa och bygga upp ett självförtroende hos många flickor i Uttarakhands bergstrakter.

### Padayatra
Padayatra är en form av fotvandringar där folk ansluter sig för att föra fram ett viktigt budskap. Gandhi införde traditionen med padayatra. Dessa fotvandringar hade som syfte att leda nationen i olydnad mot den brittiska saltskatten. Den första fotvandringen var saltmarschen på 400 kilometer 1930. 
Radha Bhatt har deltagit i många padayatras, där de viktigaste är följande:
- 1957 – med filosofen och gandhimedarbetaren Vinobha Bhave och folk från Uttarkhand och sedan i Assam.
- 1975 – med anledning av Sarala Behns 75-årsdag, med budskap om att bevara skogar, bekämpa alkoholmissbruk och Gram Swaraj (Gandhis idé med självbestämmande för byar).
- 2011 - The Peace and Justice March - from Raipur to Dantewada, organiserad av Swami Agnivesh
- 2012 – Jan Satyagraha från Gwalior till Delhi, en fotvandring på 350 km

### Chipkorörelsen
Radha Bhatt har initierat lokala kampanjer mot alkoholmissbruk och lett kampanjer för skydd av skog mot företagens skövling och förorenande gruvor. För detta har hon fått avtjäna flera fängelsestraff. När entreprenörerna, under en kampanj på 1970-talet, kom för att avverka skogen protesterade bondekvinnor och kramade träden:
| ”                             | Varför har vi en skog? För jorden, vatten och ren luft. Jord, vatten och ren luft är det grundläggande för människans överlevnad. | „ |
| – Chipko-rörelsen, 1970-talet | |   |

Chipkorörelsen startade 1973 i Garhwalbergen i delstaten Uttarkhand. Ett företag skulle avverka skog i bergen. Byborna insåg att deras tillgång på ved, jord och mat var hotad. Kvinnor, barn och män kramade bokstavligen träden och lyckades hindra avverkningen. År 1987 blockerades ett kalkbrott där brytningen skulle leda till ekologiska skador. Chipkorörelsen fick år 1987 Right Livelihood Award.

### Utlandsresor
Radha Bhatt har rest i Europa, Nordamerika och Asien för att sprida Gandhis budskap. I Boston i USA deltog hon i en konferens om Gandhis tankar om social utveckling 1982.
Hon har besökt folkhögskolor i Danmark, både som elev (1964) och som lärare (1990), och deltagit i miljökonferenser (1995). 
Hon har deltagit i internationella kvinnokonferenser i Danmark (1980) och Kina (1995). Hon har turnerat i flera länder för att informera om icke-våld och miljöfrågor: I Sverige 1988, i Kanada och Nederländerna på 1990-talet. I Pakistan deltog hon 1937 i en konferens om landsbygdsutveckling i Sydasien.
2015 besökte hon Sverige för att ta emot "Folkets nobelpris", som utdelas postumt till Mahatma Gandhi.

## Rädda floderna i Himalaya
Vatten från glaciärerna i Himalaya rinner ner i många av Asiens största floder: Ganges, Indus, Brahmaputra, Salween, Mekong, Yangtze och Gula floden. Det ger hundratals miljoner människor på den indiska subkontinenten och i Kina tillgång till vatten året runt. På 90-talet uppstod Save Ganga Movement, en Gandhi-inspirerad rörelse att rädda den heliga floden Ganges.
Lakshmi Ashram, där Radha Bhatt arbetade i över trettio år, ligger bara cirka 10 mil från glaciären Gangotri, som är källområde till floderna Bhagirathi och Ganges. Mellan åren 2004 och 2006 reste Bhatt runt i delstaterna Uttarakhand och Himachal Pradesh för att studera tillståndet för alla små floder från glaciärerna i Himalaya. Hon fann att många älvar och floder hade minskat vattenflödet eller till och med torkat ut. Många källor, som är livsviktiga för bybefolkningens vattenförsörjning, hade sinat.
Hon fann också att stora kraftverksdammar hade byggts bland annat i floderna Ganges, Yamuna, Gori och Sutlej utan att ta hänsyn till ekologi och lokalbefolkningen. Detta var inte bara en tragedi för befolkningen utan det hade också påverkat jordbruket i delstaterna Punjab, Haryana, Uttar Pradesh och Bihar. Hon startade organisationen "Rädda Floderna i Uttarakhand" och började arrangera padayatras för att nå ut till befolkningen i byar och städer.

### Himalayas ekosystem
Himalayas ekosystem och befolkningen är mycket utsatta för globala företags exploatering av naturresurser. Under kolonialtiden avverkades mycket timmer och de senaste femtio åren har indiska staten tillåtit stora dammbyggen för vattenkraft. Många byar har hamnat under stora sjöar, andra byar har förlorat sin vattenförsörjning då bybrunnar har sinat när grundvattennivåer har sjunkit. Detta har skapat många konflikter bland annat i Kashmir i nordväst och i Nepal och Tibet. Organisationen Himalaya Seva Sangh, HSS har startat processer på olika nivåer och platser i bergsregionen. HSS följer Gandhis principer om icke-våld och lockar till sig många unga kvinnor som blir sociala aktivister. 
Radha Bhatt har i många år engagerat sig i dessa frågor och var HSS första ordförande.

## Styrelseuppdrag i Gandhi-organisationer
- Himalaya Seva Sangha, HSS, ordförande
- Kasturba Gandhi National Memorial Trust, KGNMT, styrelsemedlem
- Gandhi Peace Foundation, ordförande från 2006

## Priser och utmärkelser
- 1991 – Jamnalal Baja Award[11]
- Indira Priyadarshini Environment Award[5]
- 2014 – Nominerad till Nobels fredspris[5]